# Armando Figueira Trompowsky de Almeida
Armando Figueira Trompowsky de Almeida (Rio de Janeiro, 30 de janeiro de 1889 — 16 de janeiro de 1964) foi um militar brasileiro, atingindo o posto de marechal-do-ar.
Com ascendentes pertencentes à aristocracia polonesa, era filho de Roberto Trompowsky Leitão de Almeida, marechal e patrono do magistério do Exército brasileiro, e de Luísa Andrade Figueira Trompowsky de Almeida.
Foi ministro da Aeronáutica, de 30 de outubro de 1945 a 31 de janeiro de 1946, durante a presidência de José Linhares, e de 31 de janeiro de 1946 a 29 de janeiro de 1951, durante o Governo Eurico Dutra. Era o ajudante de ordens do comandante do Encouraçado Minas Geraes, João Batista das Neves, e estava com ele no jantar oferecido ao comandante Batista das Neves pela oficialidade do cruzador francês Douguay-Trouin, ancorado na baía da Guanabara na noite de 22 de novembro de 1910, então 2º tenente na Marinha, Armando Trompowsky acompanhou o comandante Batista das Neves no seu retorno ao Minas Geraes e escapou da fúria da maruja revoltada porque, na mesma lancha que os trouxe do cruzador francês, retornou para o Arsenal de Marinha do Rio de Janeiro

## Promoções
Sentou praça em 11 de abril de 1906; tornou-se guarda-marinha em 12 de janeiro de 1909; segundo-tenente em 6 de janeiro de 1910; primeiro-tenente em 3 de junho de 1914; capitão-tenente em 30 de novembro de 1921; capitão-de-corveta em 25 de fevereiro de 1932; capitão-de-fragata em 15 de junho de 1933; capitão-de-mar-e-guerra em 21 de fevereiro de 1935; contra-almirante em 16 de fevereiro de 1940; major-brigadeiro em 1 de abril de 1942; tenente-brigadeiro em 20 de setembro de 1946.